# Radiografia industriale

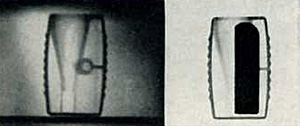
Neutronografia e radiografia di un temperamatite in plastica. Fotografia del centro di ricerca Jülich, 1976.

La radiografia industriale è un metodo di controllo non distruttivo che utilizza le radiazioni ionizzanti per analizzare materiali o singole componenti, con lo scopo di individuare e diagnosticare le imperfezioni o le degradazioni dei materiali che potrebbero portare a guasti di strutture ingegneristiche più grandi.

## Storia
Inventata da parte di Wilhelm Conrad Röntgen nel 1895, la radiografia ha subìto numerosi sviluppi e da questa sono nate altre tecniche diagnostiche; gioca un ruolo importante nel garantire la qualità e l'affidabilità di un prodotto ed è uno dei metodi più usati nel settore aerospaziale e nucleare. 
Con l'avvento delle tecniche digitali la radiografia tradizionale è profondamente mutata nelle tecniche e nei metodi, senza però perdere il suo importante ruolo di metodica diagnostica. l tradizionale sistema con pellicola e potter viene sostituito da un sensore di immagini in silicio amorfo delle dimensioni di 43x43cm, posto in un bucky dotato di griglia anti-scatter e camera AEC integrate, gestito da una workstation digitale su piattaforma PC WindowsTM DICOM compatibile. È garantita la piena compatibilità DICOM-3 per le modalità Print, Send, Retrieve, Worklist. È possibile applicare un sistema di auto-allineamento tra la sorgente radiogena ed il rivelatore digitale presente nel tavolo, o posto nello stativo digitale verticale. Il sistema offre anche collimazione automatica ed un indicatore laser luminoso per la verifica dell'allineamento fascio-detettore.